# Pyramica sistrura
Pyramica sistrura är en myrart som först beskrevs av Bolton 1983.  Pyramica sistrura ingår i släktet Pyramica och familjen myror. Inga underarter finns listade i Catalogue of Life.

## Bildgalleri

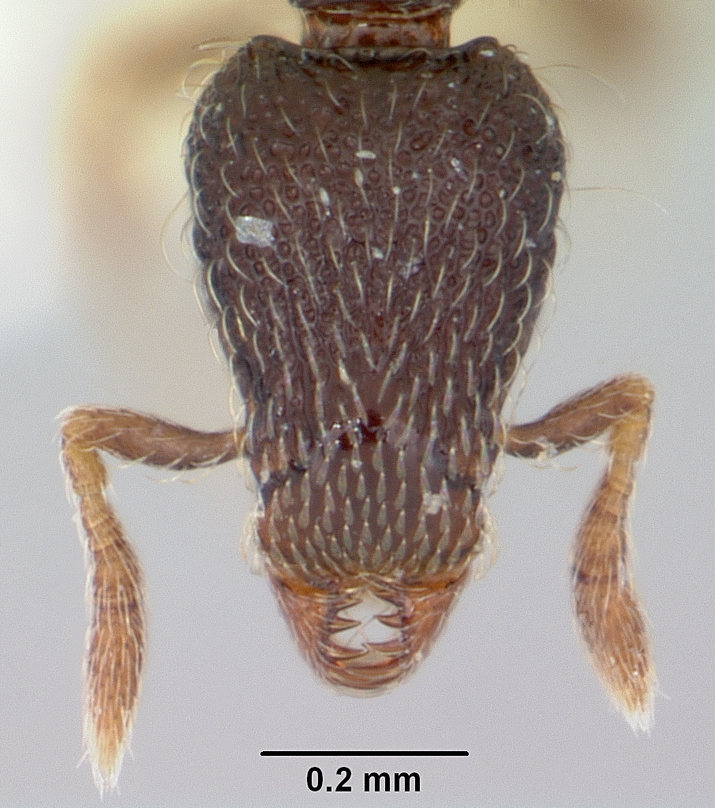